# فيروس كورونا السنوري
فيروس كورونا السنوري هو فيروس رنا مفرد السلسلة موجب الدلالة يصيب السنوريات في جميع أنحاء العالم، وينتمي إلى النوع فيروس كورونا ألفا 1 الذي يشمل فيروس كورونا الكلبي وفيروس التهاب المعدة والأمعاء الساري الخنزيري. وتوجد منه هيئتين مختلفتين: فيروس كورونا المعوي السنوري (FECV) الذي يصيب الأمعاء وفيروس التهاب البريتون المعدي السنوري (FIPV) الذي يسبب مرض التهاب البريتون المعدي السنوري.
عادة ما يُطرح فيروس كورونا السنوري في البراز بواسطة القطط السليمة وينتقل عبر الطريق الفموي الشرجي إلى قطط أخرى. معدل الانتقال في البيئات التي فيها العديد من القطط أعلى بكثير من البيئات التي يتواجد فيها قط واحد. تأثير الفيروس غير كبير حتى تتسبب الطفرات في تحول الفيروس من الفيروس المعوي إلى فيروس التهاب البريتون يسبب فيروس التهاب البريتون مرض التهاب البريتون المعدي السنوري الذي علاجه مجرد معالجة للأعراض ورعاية تلطيفية فقط. يبدو أن العقار GS-441524 [الإنجليزية] واعدٌ كعلاج مضاد للفيروسات ضد التهاب البريتون المعدي، لكنه غير متوفر في السوق ولا يزال يتطلب مزيدا من الأبحاث.